# Лоймола (станция)
Лоймола (фин. Loimola) — промежуточная железнодорожная станция на 368,85 км линии Маткаселькя — Суоярви Октябрьской железной дороги. К станции примыкают два однопутных перегона: Лоймола — Пийтсиёки (19,85 км) в нечётном направлении и Лоймола — Райконкоски (12,48 км) в чётном направлении.

## Общие сведения
Территориально расположена в посёлке Лоймола Лоймольского сельского поселения Суоярвского района Республики Карелия. Станция находится на линии с полуавтоматической блокировкой, которую обеспечивает пост ЭЦ, расположенный в бывшем пассажирском здании. На посту несёт службу дежурный по станции. С конца 1990-х годов зал ожидания закрыт, билетная касса не работает. Билеты приобретаются в штабном вагоне у начальника поезда.
До середины 2000-х годов от нечётной (западной) горловины станции отходил подъездной путь длиной около тысячи метров к Лоймольскому леспромхозу, который располагался в южной оконечности озера Лоймоланъярви (залив Ананианлахти (фин. Ananianlahti). В настоящее время (2019 год) леспромхоз ликвидирован, а подъездной путь находится в полуразрушенном состоянии и частично разворован.
На станции уложена новая бетонная пассажирская платформа, установлен новый пассажирский павильон, а также информационные таблички с названием станции. Сохранилось две высокие финские грузовые платформы, однако ни одна не эксплуатируется по назначению, поскольку грузовые пути к обеим платформам разобраны.
| Круглогодичное обращение поездов                 |
| ------------------------------------------------ |
| Костомукша - Санкт-Петербург №350В               |
| Санкт-Петербург-Костомукша №350А                 |
| Петрозаводск - Москва "Двухэтажный состав" №160А |
| Москва - Петрозаводск "Двухэтажный состав" №159В |

## История
Первый участок Маткаселькя — Лоймола, временным конечный пунктом которого стала станция Лоймола, был открыт 15 декабря 1920 года. Основной задачей было соединить железной дорогой восточные приграничные с СССР земли с центральной Финляндией. Участок Лоймола — Суоярви был открыт только 1 января 1923 года. А конечный пункт — станция Найстенъярви — 16 октября 1927 года.
Станция Лоймола была построена в южной части озера Лоймоланъярви к западу от будущего железнодорожного моста через реку Лоймоланйоки. Здание вокзала было построено в 1921 году по тому же типовому проекту финского архитектора Ярла Викинга Унгерна (фин. Jarl Viking Ungern), что и для большинства станций и разъездов этой линии (Леппясюрья, Суйстамо, Ройконкоски и др.). В том же году в районе станции был построен лесопильный завод, куда был проложен подъездной путь. В течение нескольких лет вокруг населённого пункта, расположенного в почти необитаемом районе, образовалась густонаселенная территория. Здание вокзала, уцелевшее в Советско-финскую войну (1941—1944), было реконструировано в 1943 году.

## Фотографии современной ст. Лоймола

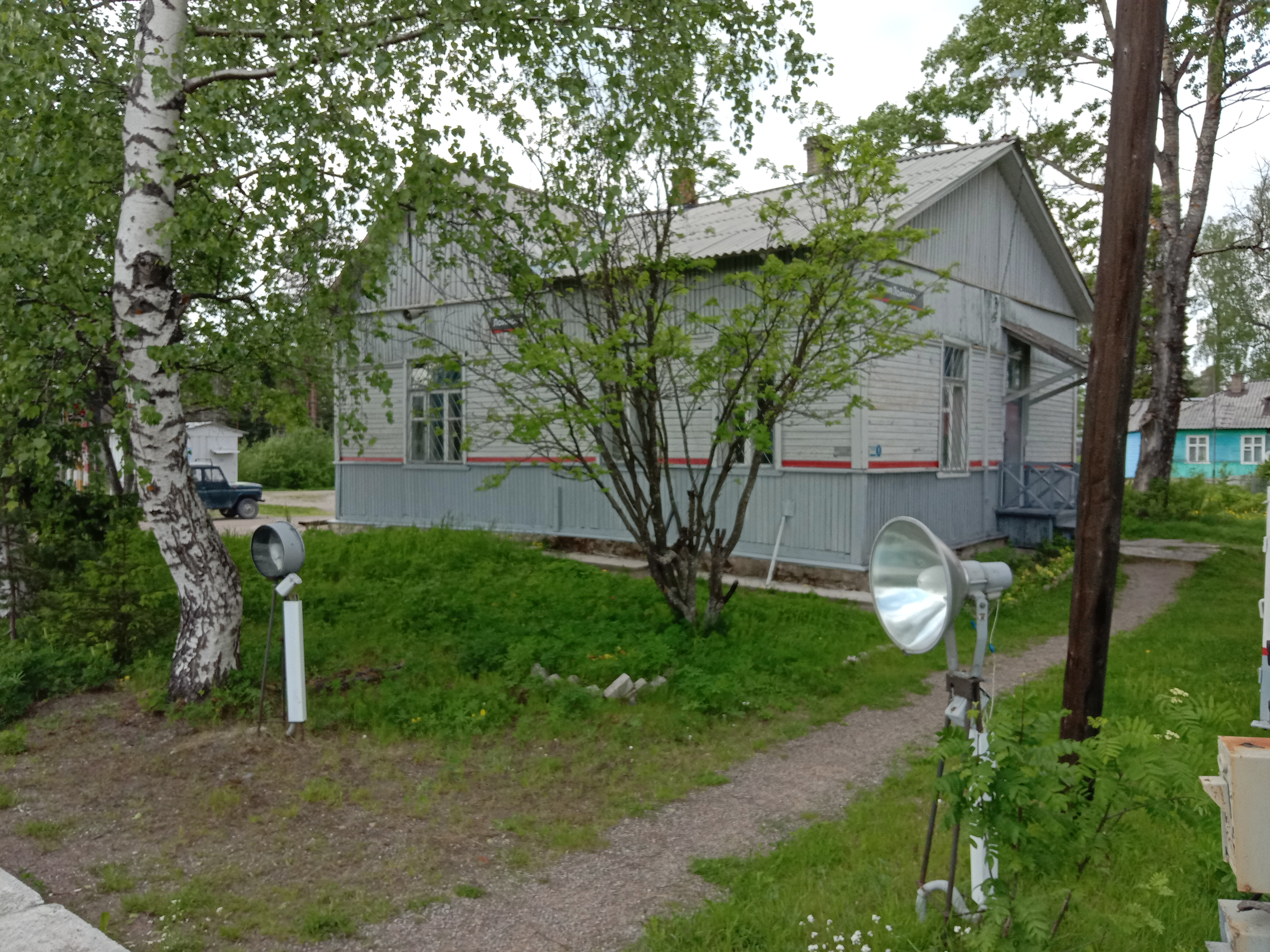
Станционное здание.
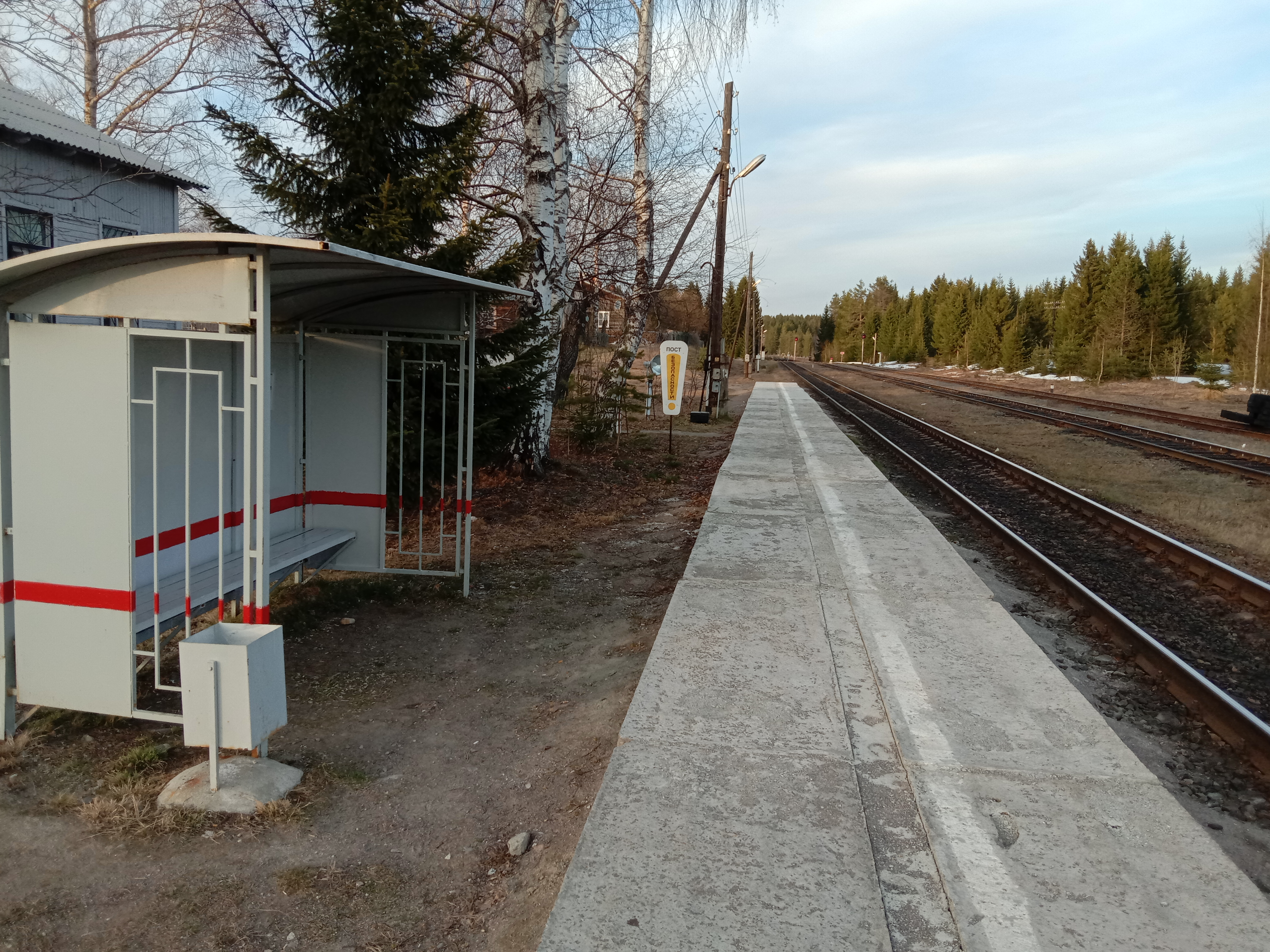
Вид в сторону Пийтсиёки.
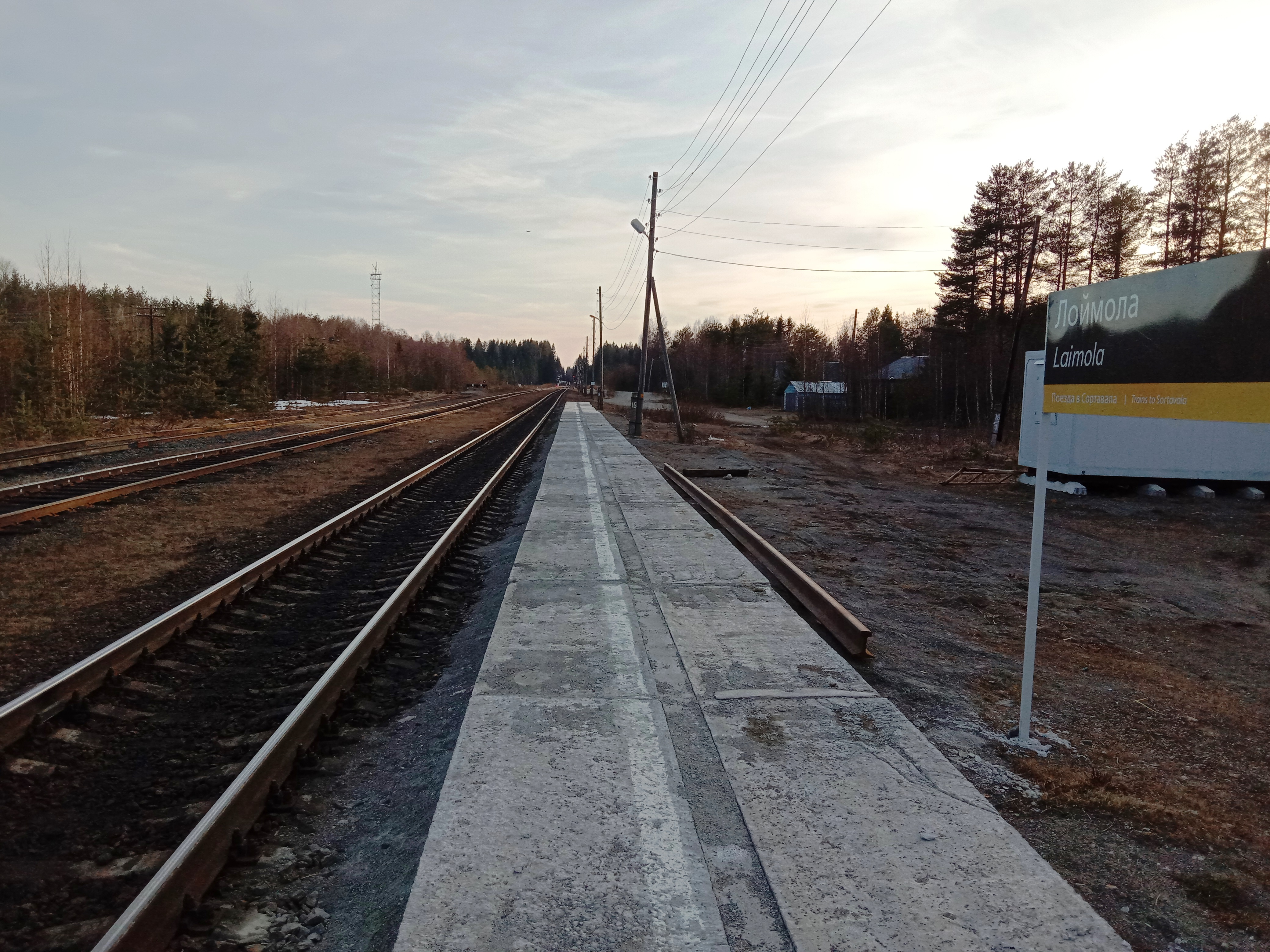
Вид в сторону Райконкоски.
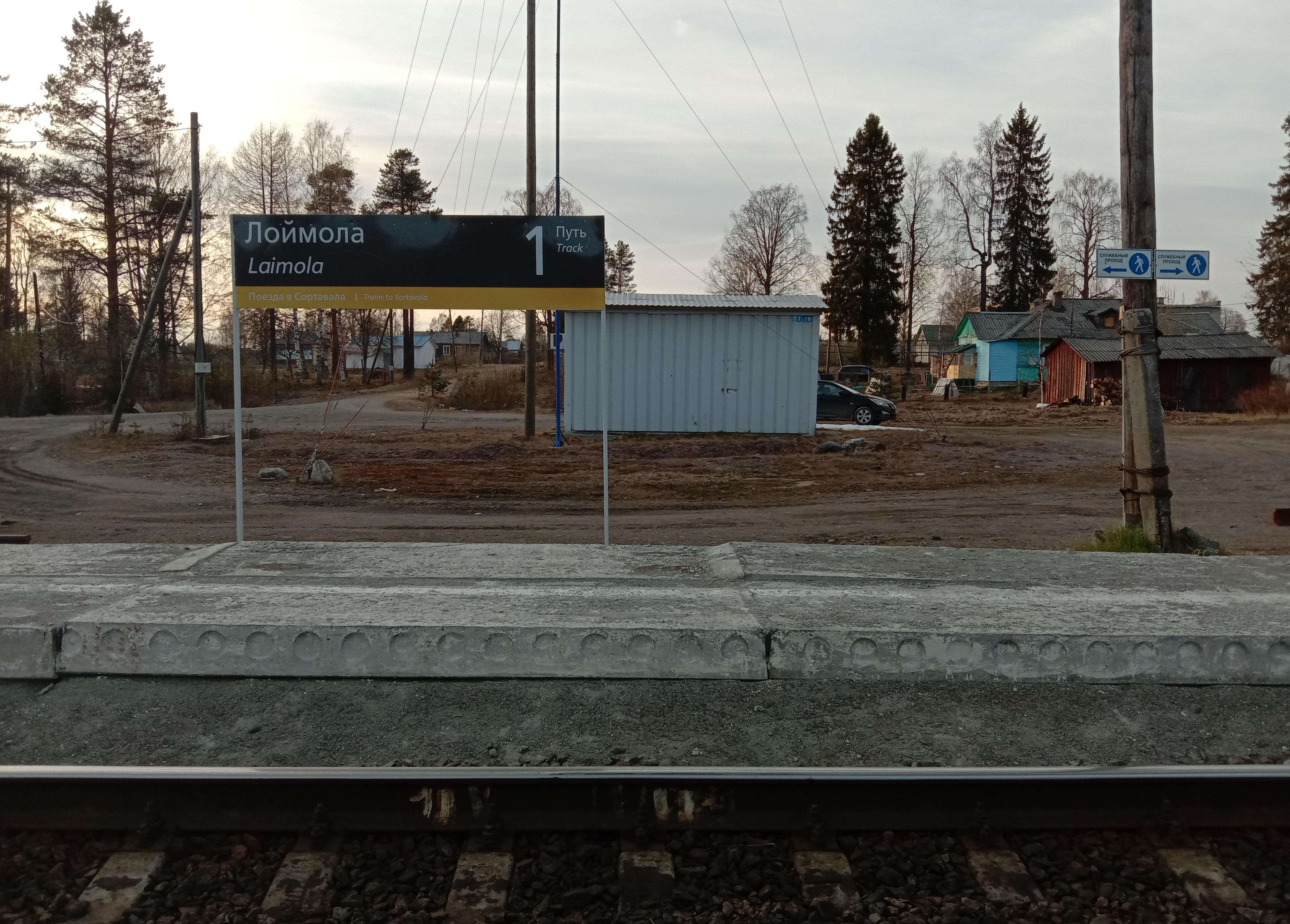
Табличка.
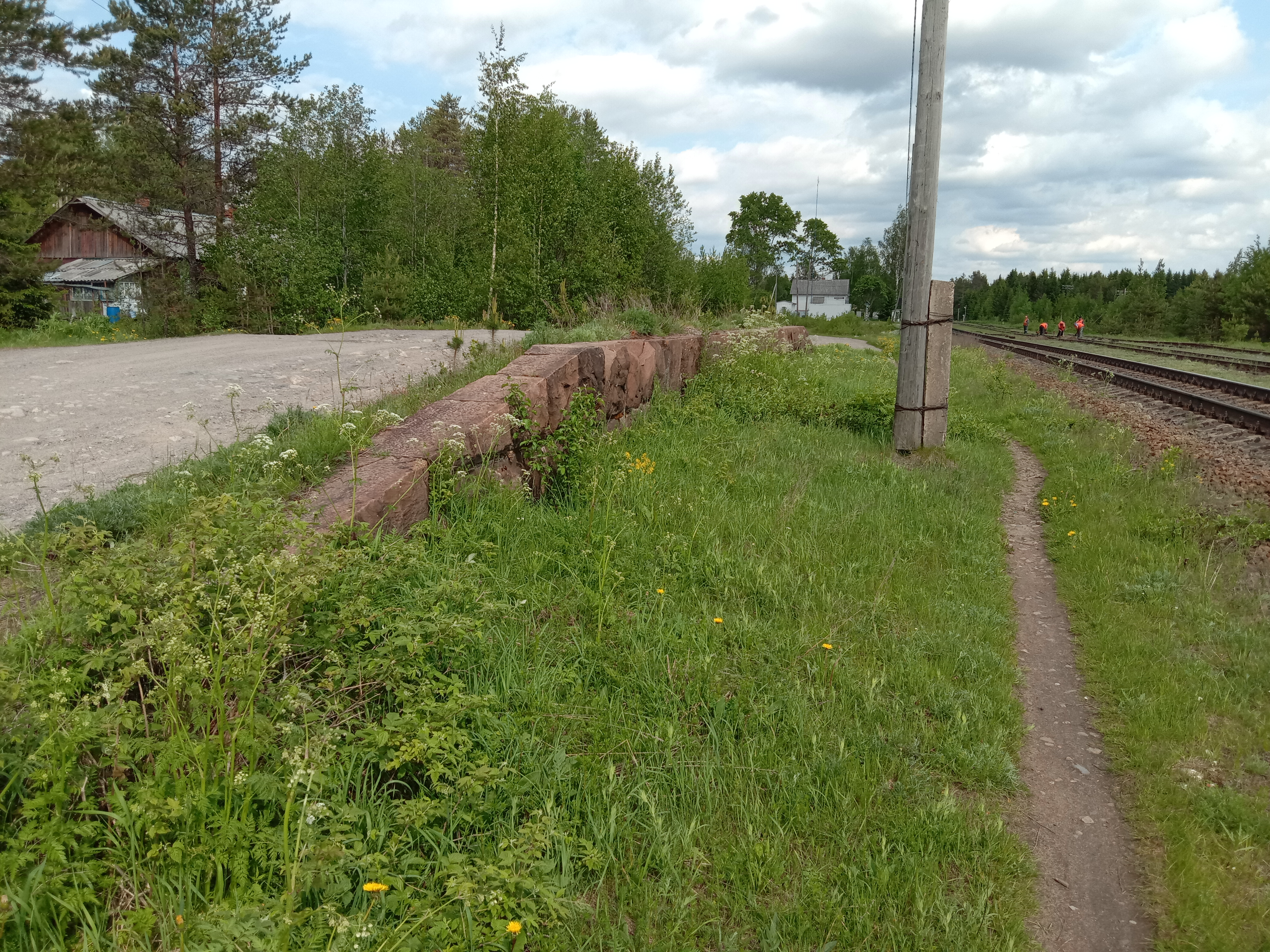
Грузовая платформа № 1.
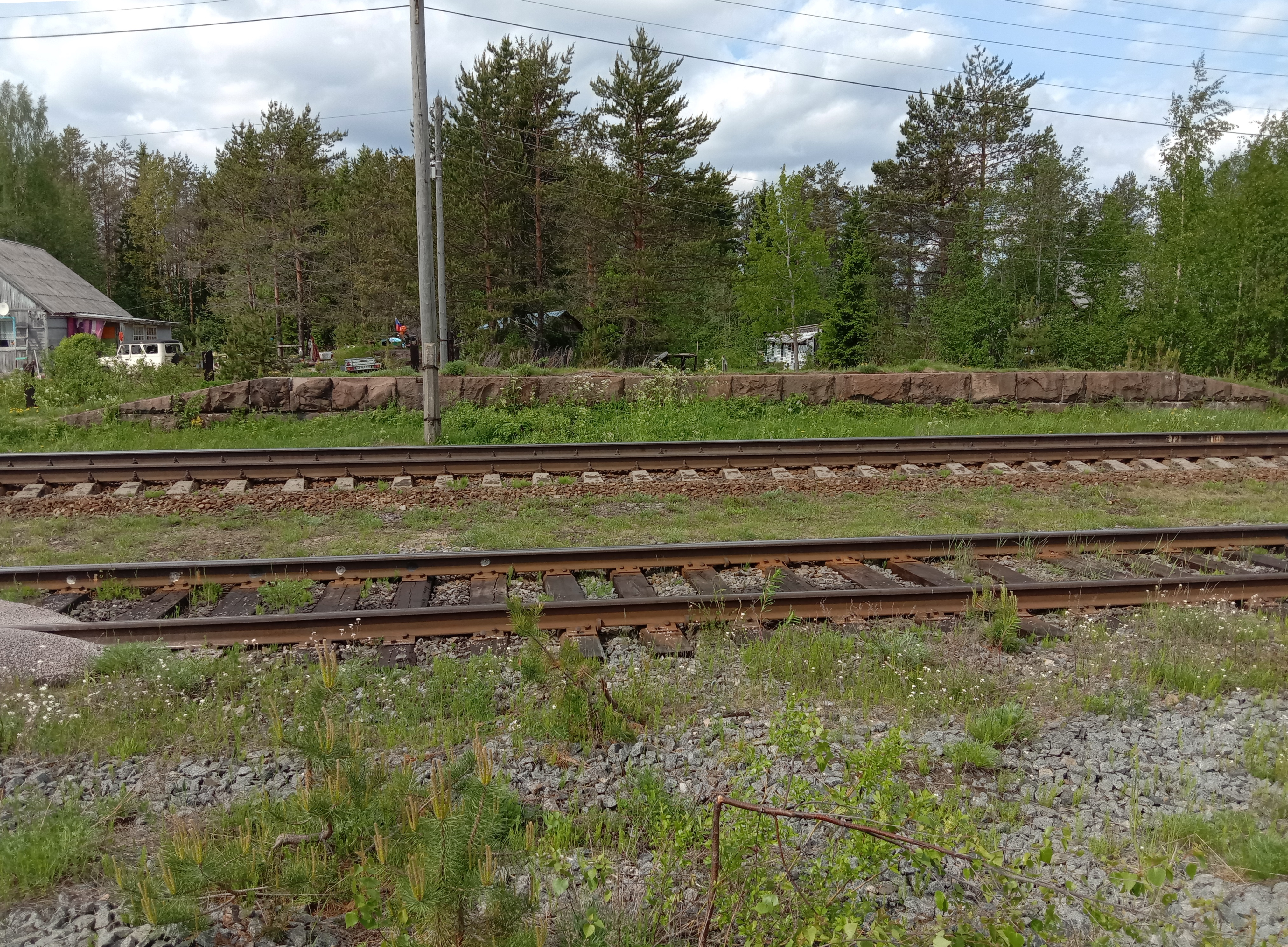
Грузовая платформа № 2.
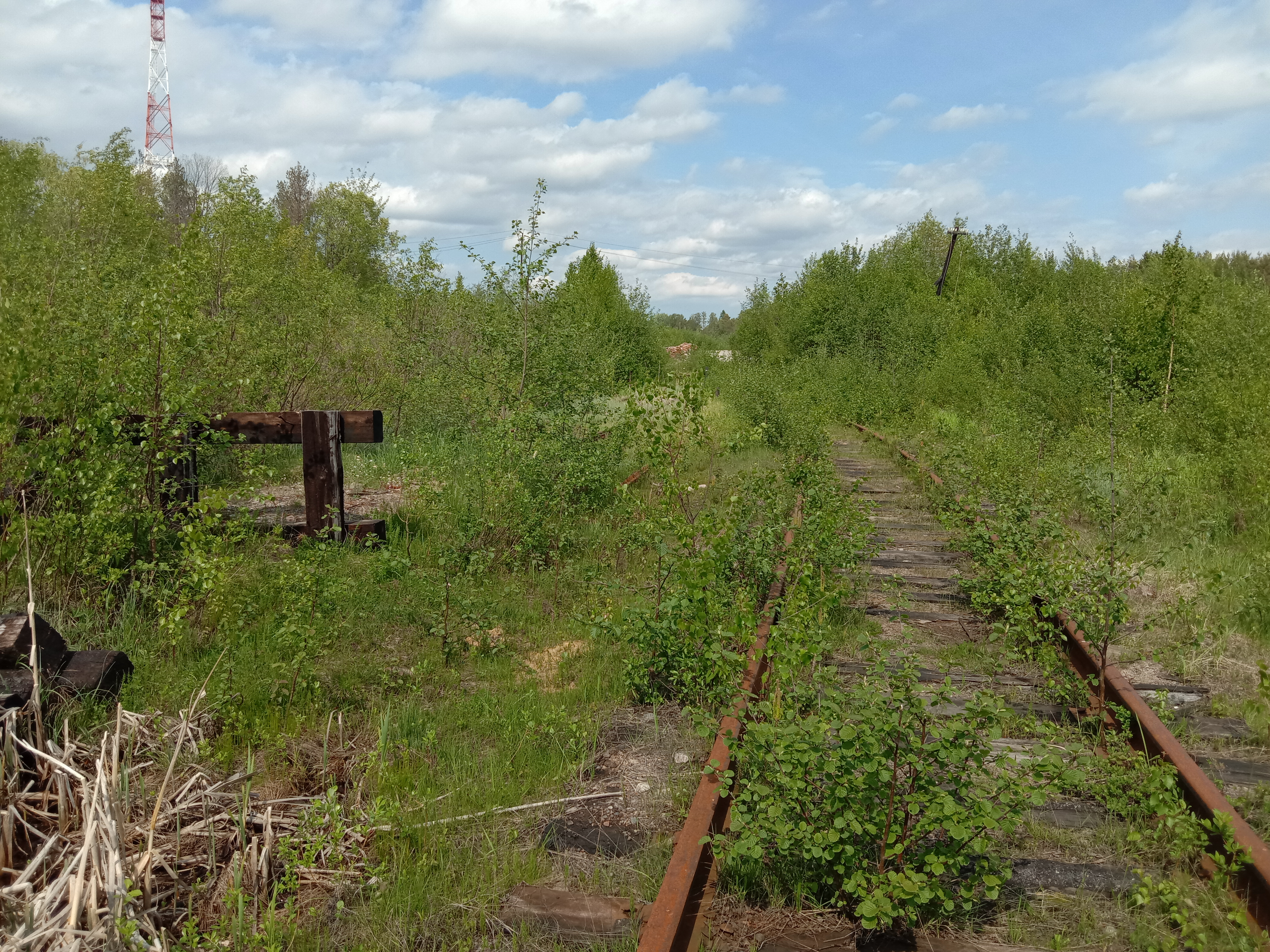
Подъездной путь к бывшему леспромхозу.

## Исторические фотографии Лоймолы

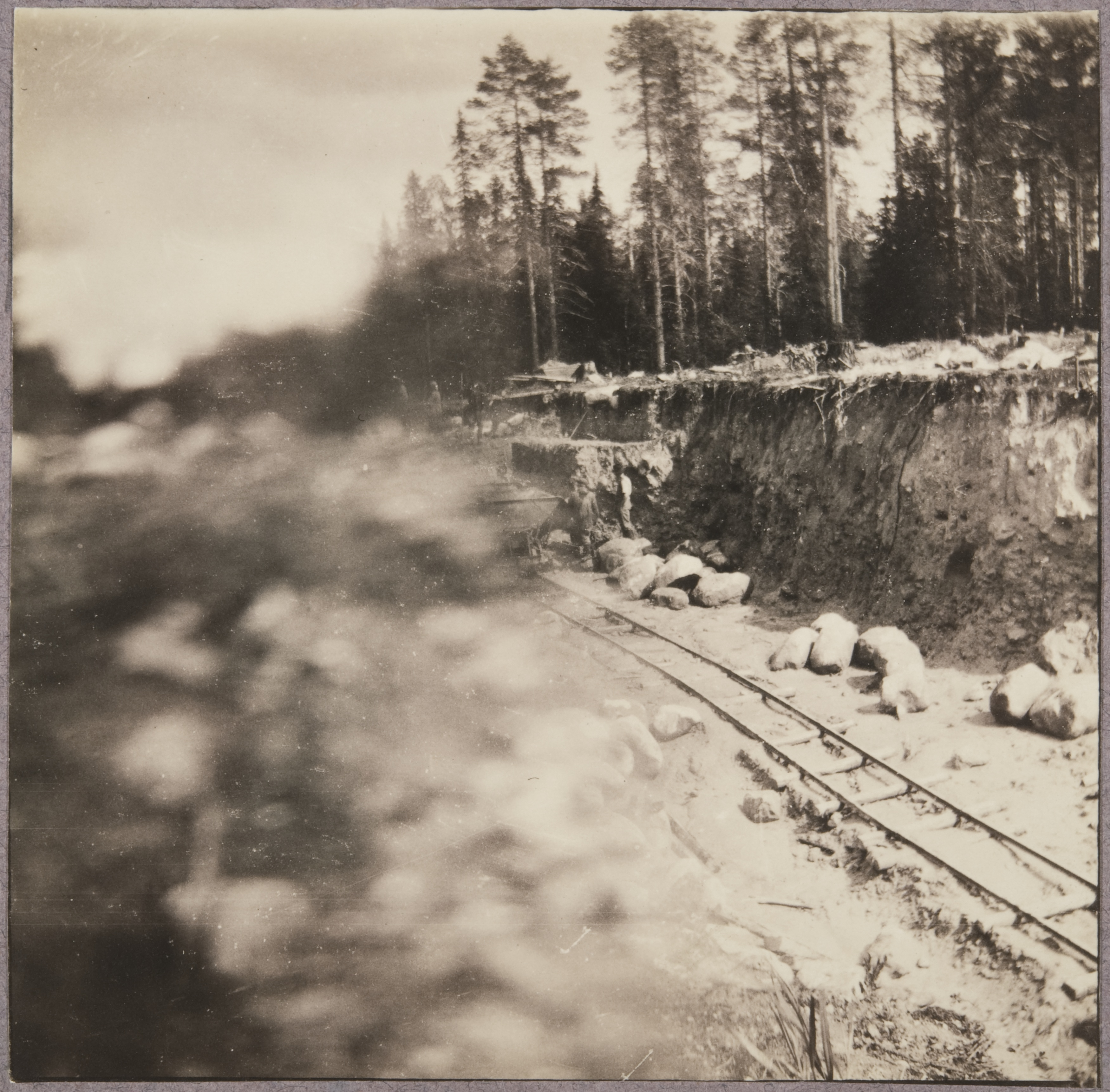
Строительство перегона Лоймола — Райконкоски. Июнь 1920 год.
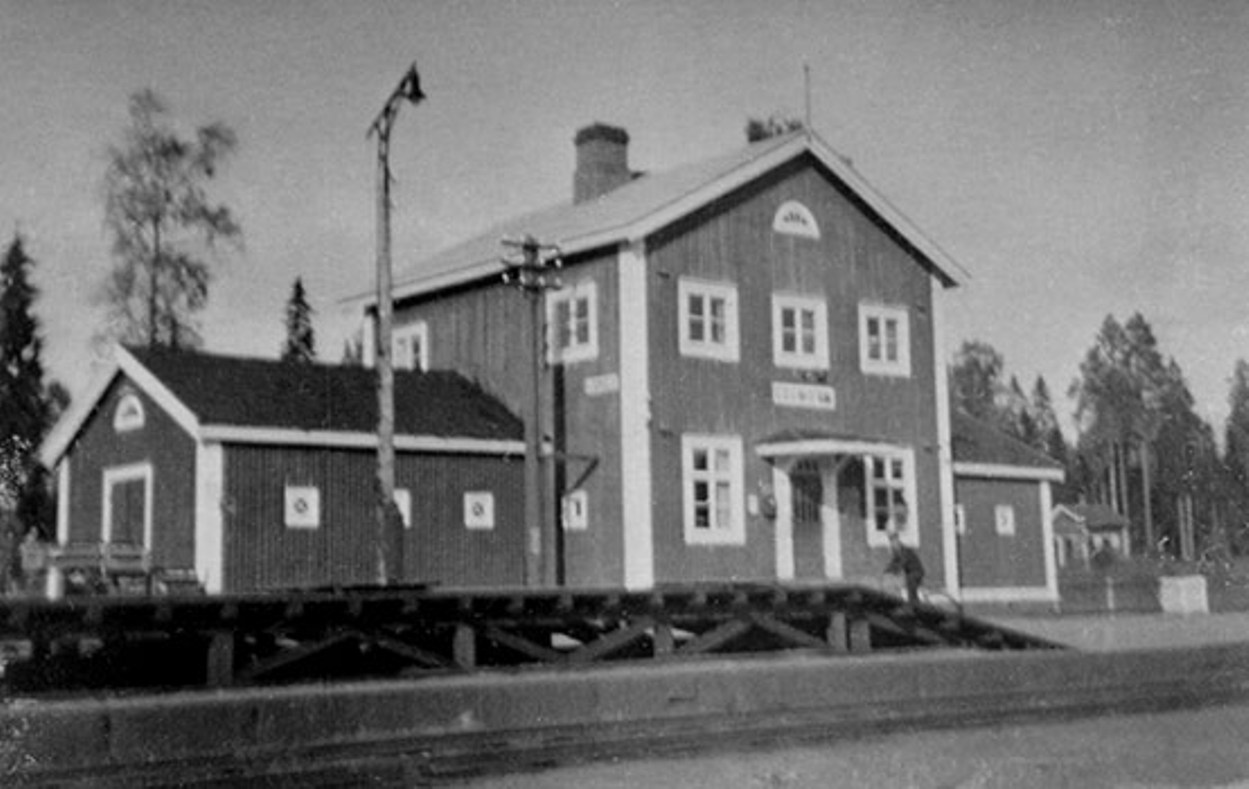
1930-e годы.
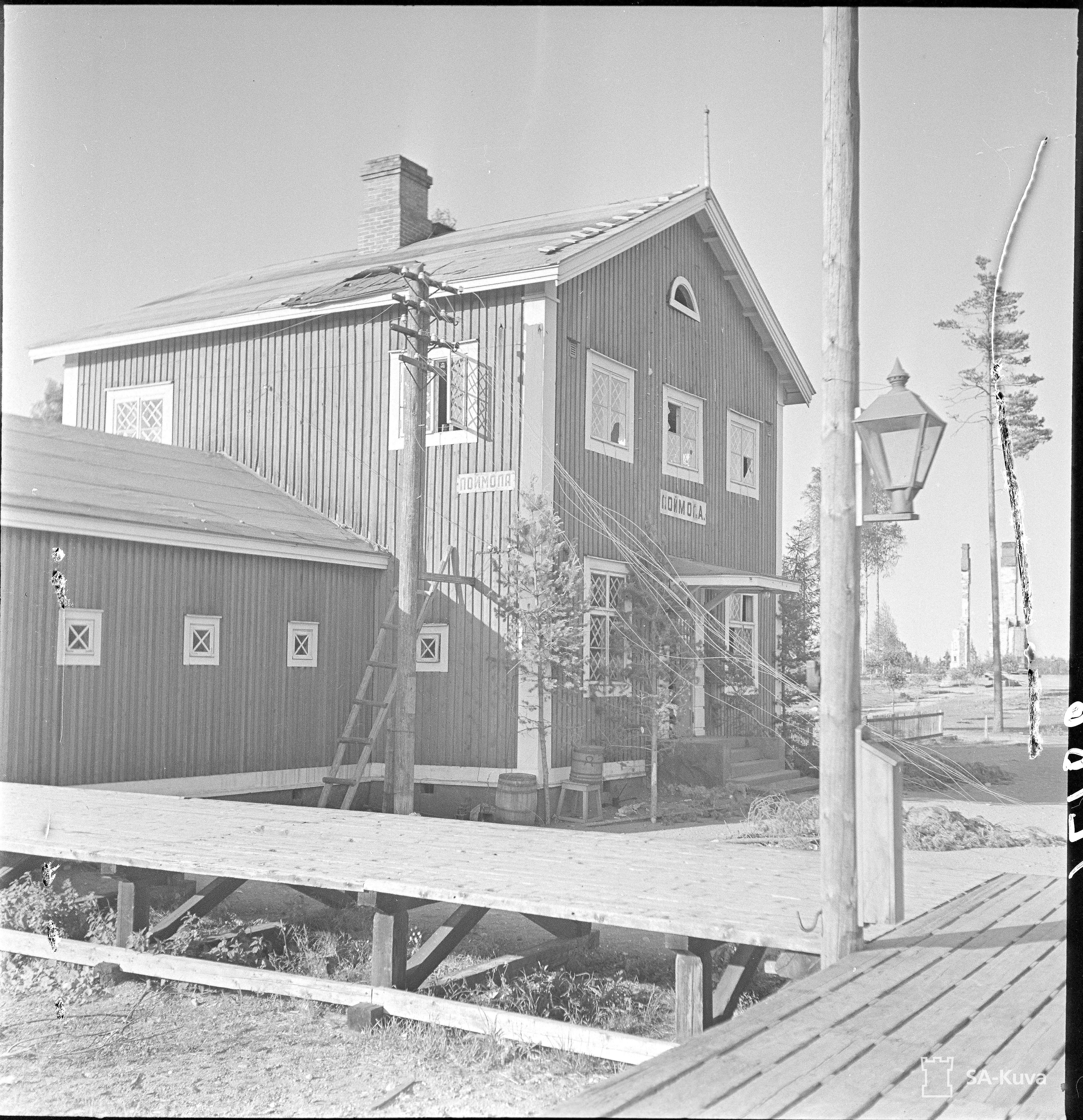
20 июля 1941 года.
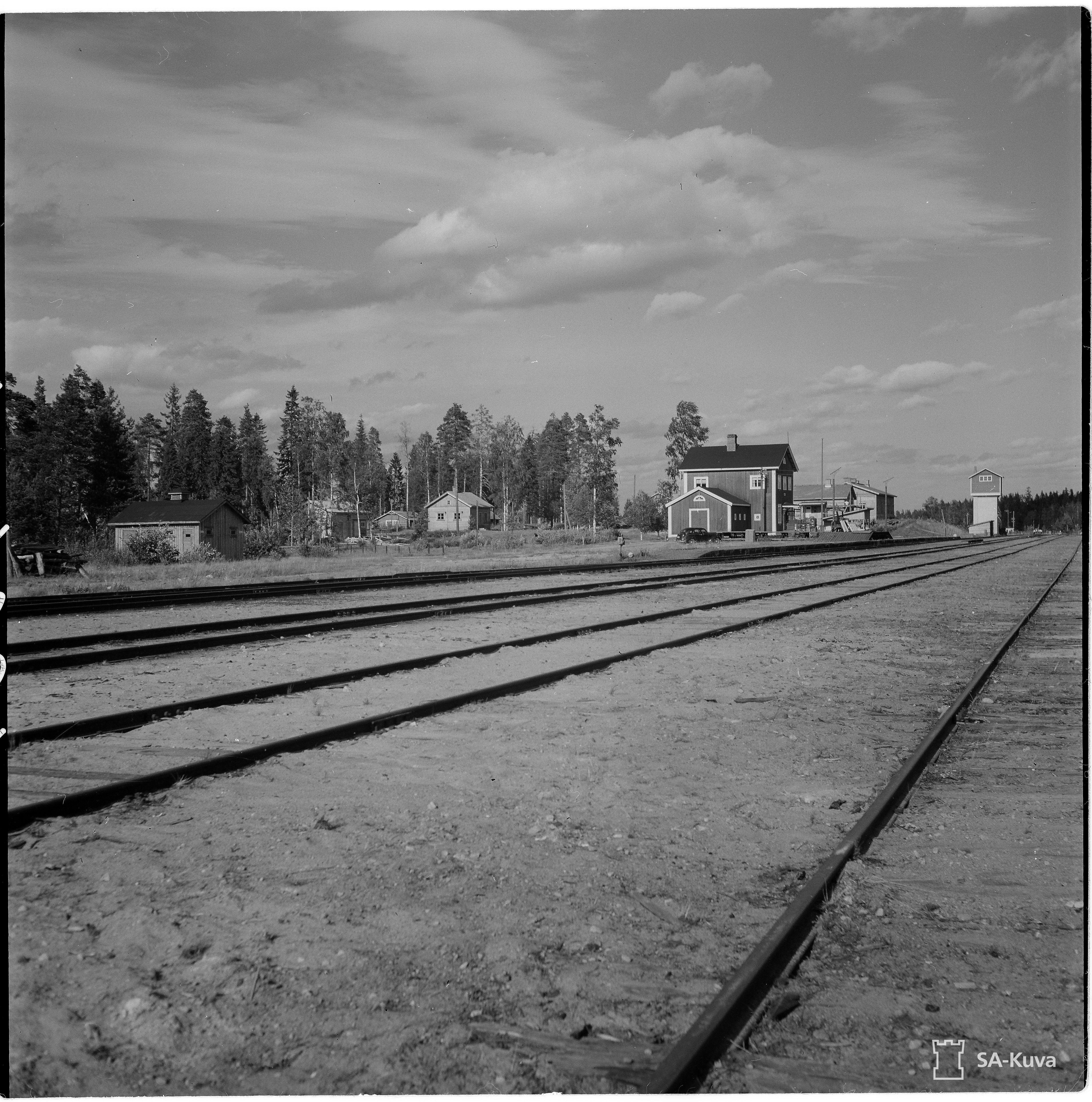
Станция Лоймола.
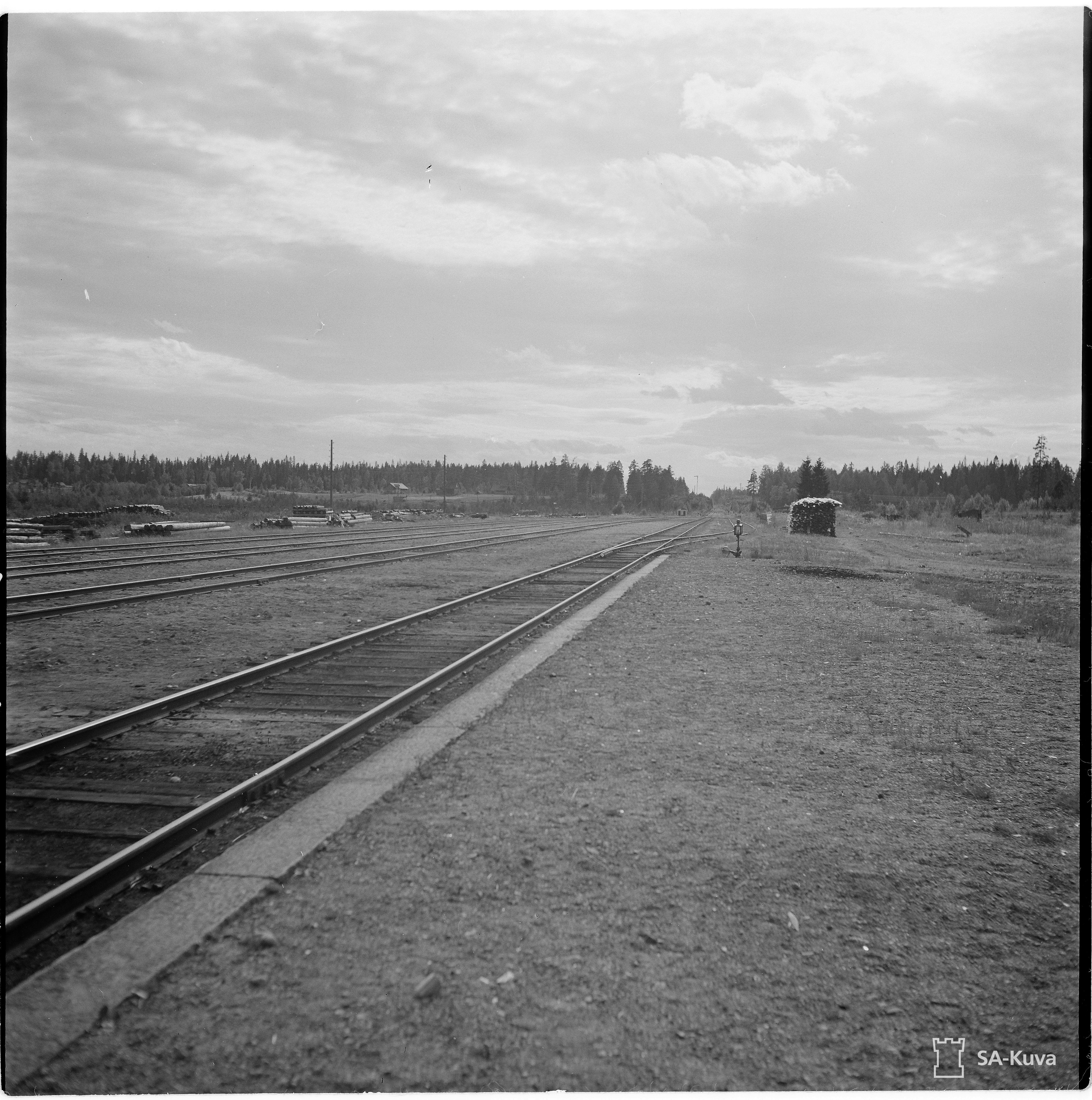
Станция Лоймола.